# Sixto Soria
Sixto Soria Cabrera (ur. 27 kwietnia 1954 w  Santiago de Cuba) – kubański bokser, wicemistrz olimpijski z 1976 i mistrz świata z 1978.
Startował w wadze półciężkiej (do 81 kg). Zdobył w niej srebrny medal na igrzyskach olimpijskich w 1976 w Montrealu. Wygrał trzy walki, w tym półfinałową z Costicą Dafinoiu z Rumunii, a w finale pokonał go Leon Spinks ze Stanów Zjednoczonych. W 1977 zdobył złoty medal na mistrzostwach Ameryki Środkowej i Karaibów w Panamie.
Zwyciężył na mistrzostwach świata w 1978 w Belgradzie. Wygrał cztery walki, w tym półfinałową z Nikołajem Jerofiejewem z ZSRR i finałową z Tadiją Kačarem z Jugosławii. Na igrzyskach panamerykańskich w 1979 w San Juan pokonał go w ćwierćfinale Tony Tucker z USA.
Sixto Soria był mistrzem Kuby w wadze półciężkiej w 1976, wicemistrzem w 1975 i 1979, a także brązowym medalistą w 1977.